# 君なら大丈夫だよ
『君なら大丈夫だよ』（きみならだいじょうぶだよ、英題：Don't Worry You Can Do It!）は、橘いずみの1枚目のオリジナル・アルバム。
1992年6月21日にSony Recordsから発売。規格品番はSRCL 2242。

## 解説
- アルバム・タイトルと同じデビュー・シングルの『君なら大丈夫だよ』と同時発売。
- 橘いずみのアルバムにおいて、本人以外が作曲した作品を歌唱しているのは本作のみ。
- 2013年7月24日にソニー・ミュージックダイレクトからダウンロード配信された。

## 楽曲解説
1. 君なら大丈夫だよ
デビュー・シングル
規格品番はSRDL 3482。
2. うまくやろうよ
3. 今日を抱きしめよう
4. Highschool Band
デビュー・シングルのC/W。
5. 街を歩こう
6. のぞみ
7. ジェットコースターの夢
8. 空色のカーテン
2ndシングル『また かけるから』のC/W。
9. 学校なんてやめてしまった
橘も関西学院大学文学部を中退。
10. はじめの一歩

## 収録曲
| 全作詞: 橘いずみ。 |                              |           |                    |                 |      |
| #                  | タイトル                     | 作詞      | 作曲               | 編曲            | 時間 |
| 1.                 | 「君なら大丈夫だよ」         | 橘いずみ  | 杉真理             | 杉真理          | 4:21 |
| 2.                 | 「うまくやろうよ」           | 橘いずみ  | 橘いずみ           | 嶋田陽一        | 3:43 |
| 3.                 | 「今日を抱きしめよう」       | 橘いずみ  | MARK GOLDENBERG    | MARK GOLDENBERG | 5:22 |
| 4.                 | 「Highschool Band」          | 橘いずみ  | 中野督夫、橘いずみ | 難波正司、TRUNK | 4:48 |
| 5.                 | 「街を歩こう」               | 橘いずみ  | 橘いずみ           | 武沢豊          | 5:47 |
| 6.                 | 「のぞみ」                   | 橘いずみ  | 間瀬憲治           | 武沢豊          | 4:50 |
| 7.                 | 「ジェットコースターの夢」   | 橘いずみ  | 中野督夫           | 難波正司、TRUNK | 4:16 |
| 8.                 | 「空色のカーテン」           | 橘いずみ  | 橘いずみ           | 岩崎琢          | 3:45 |
| 9.                 | 「学校なんてやめてしまった」 | 橘いずみ  | 橘いずみ           | MARK GOLDENBERG | 3:34 |
| 10.                | 「はじめの一歩」             | 橘いずみ  | 橘いずみ           | 岩崎琢          | 4:26 |
| 合計時間:          | 合計時間:                    | 合計時間: | 合計時間:          | 44:49           |      |

## ミュージシャン
- 島村英二 - ドラム（#1）
- 野口明彦 - ドラム（#2,9）
- 小田原豊 - ドラム（#5,6）
- 鈴木茂 - ギター（#1,2）
- 松浦善博 - ギター（#3,7,9）
- 島山信和 - ギター（#5,6）
- 武沢豊 - ギター（#5,6）
- MARK GOLDENBERG - ギター、キーボード（#3,9）、コーラス（#3）
- 吉川忠英 - アコースティック・ギター（#1）
- 中野督夫 - アコースティック・ギター、コーラス、コーラス・アレンジ（#7）
- 安田裕美 - アコースティック・ギター（#8）
- 高水健司 - ベース（#1）
- 田中章弘 - ベース（#3,9）
- 金森佳朗 - ベース（#5,6）
- 東山光良 - ベース（#5,6）
- バカボン鈴木 - ベース（#8,10）
- 嶋田陽一 - ピアノ（#1）、キーボード（#2）
- 中西康晴 - キーボード（#5,6）
- 本田昌生 - キーボード（#5,6）
- 難波正司  - キーボード（#5,6）
- 岩崎琢 - キーボード（#8,10）
- マック清水 - パーカッション（#3,7,9）
- 武川雅寛 - バイオリン（#3）
- 石橋雅一 - オーボエ（#8）
- 杉真理 - コーラス、コーラスアレンジ（#1,2）
- 川上進一郎 - コーラス、コーラスアレンジ（#1,2）
- 山下恭文 - マニピュレーション（#2）
- 岸利至 - マニピュレーション（#3,9）
- 浦田恵司 - マニピュレーション（#5,6,10）
- 山田洋 - マニピュレーション（#7）
- 橘いずみ - ハーモニカ（#10）